# Kristen Wiig
Pour les articles homonymes, voir Wiig.
Kristen Wiig est une actrice, humoriste, productrice et scénariste américaine née le 22 août 1973 à Canandaigua (État de New York).
Elle est principalement connue comme membre de l'émission Saturday Night Live, dans laquelle elle a officié de 2005 à 2012.
Après de nombreux seconds rôles comiques au cinéma, elle parvient à percer en co-écrivant et tenant le rôle principal de la comédie à succès Mes meilleures amies qui rencontre un énorme succès critique et commercial,,. Sa prestation lui vaut d'être nommé au Golden Globe de la meilleure actrice dans un film musical ou une comédie et le film est nommé au BAFTA et à l'Oscar dans la catégorie meilleur scénario original, en 2012.
Par la suite, elle enchaîne les premiers rôles de comédies dramatiques indépendantes :  Revenge for Jolly! (2012), Imogene (2013), Hateship, Loveship, The Skeleton Twins, Welcome to Me (2014), Nasty Baby, The Diary of a Teenage Girl (2015).
Elle se hisse ensuite dans des grosses productions : La Vie rêvée de Walter Mitty, aux côtés de Ben Stiller, Seul sur Mars (2015), porté par Matt Damon, SOS Fantômes (2016), Downsizing (2017), de nouveau avec Damon. La même année, elle tient un second rôle dans Mother!, avec Jennifer Lawrence en tête d'affiche.
Elle double aussi deux personnages de deux sagas d’animation à succès, Dragons et Moi, moche et méchant.

## Biographie

### Enfance, jeunesse et formation
Kristen Carroll Wiig est la fille de Laurie (née Johnston), artiste et Jon Wiig, qui tenait un port de plaisance dans l'Upstate New York,. Elle a un frère aîné, Erik, qui souffre d'un handicap mental. D'origine norvégienne et irlandaise par son père et anglaise et écossaise par sa mère, son nom de famille est originaire du comté de Sogn og Fjordane, en Norvège.
Lorsqu'elle est âgée de trois ans, elle déménage avec sa famille à Lancaster, en Pennsylvanie, puis à Rochester, dans l'état de New York. Elle a neuf ans lorsque ses parents divorcent et va vivre avec sa mère et son frère. Elle est scolarisée à la Brighton High School de Rochester, où elle sort diplômée en 1991,. Elle poursuivit ses études à l'Université d'Arizona avec une spécialisation en art. Afin de remplir une exigence de cours, elle prend part à un cours de comédie, elle qui est d'un naturel introverti, son professeur lui a suggéré de continuer à jouer.

« J'étais terrifiée [...] Je n'aime pas vraiment parler devant des groupes de personnes. Au lycée, si jamais je devais faire une présentation, j'essayais toujours de m'échapper ou ne pas aller à l'école ce jour-là ... Mais j'ai assisté au cours, et je l'ai aimé, et le professeur m'a encouragé à continuer »

— Kristen Wiig .
Elle abandonne ses études et accepte un travail comme graphiste dans une clinique de chirurgie plastique, où elle doit montrer aux patients ce à quoi ils vont ressembler après l'opération. La veille de commencer, elle se retrouve seule dans la maison qu'elle partage avec un colocataire à Tucson et se souvient :

« Je me suis regardée dans le miroir et je me suis dit « OK, si tu pouvais faire quelque chose, qu'est-ce que ce serait ? » Et j'ai pensé que j'aimerais bien déménager à Los Angeles et juste essayer de jouer la comédie. Le lendemain, ma Jetta était bondée et j'étais partie, flippant durant tout le trajet »

— Kristen Wiig .
Elle s'installe à Los Angeles, et insatisfaite des traditionnels cours d'art dramatique, se joint à une troupe d'improvisation comique The Groundlings, découverte grâce à un collègue de travail, tout en faisant des petits boulots pour subvenir à ses besoins.

### Vie privée
Kristen Wiig a été mariée à l'acteur Hayes Hargrove de 2005 à 2009,. Par la suite, elle est sortie avec l'acteur, scénariste et cinéaste Brian Petsos de 2009 à 2011.
En 2012, elle est en couple avec Fabrizio Moretti, batteur du groupe The Strokes,,, avant de se séparer après dix-huit mois de relation, en juillet 2013,.
Elle est en couple avec Avi Rothman depuis 2014. Ils se sont fiancées en 2019. En août 2019, elle devient maman de jumeaux via mère porteuse.[réf. nécessaire]

### Débuts d'actrice comique (2000-2003)
Sa carrière d'actrice, consacrée à la comédie, débute dans les années 2000, en participant à des spectacles, dont un rôle régulier dans The Perks, joué au Empty Stage Comedy Theatre. Sur une scène remplie de personnes drôles, Kristen Wiig s'impose comme sortant du lot, faisant rire avec des personnages qu'elle allait, par la suite, utiliser pour le Saturday Night Live.
Dans une interview au sujet de l'impact qu'a eu la comédie sur Kristen Wiig, Jason Sudeikis, son collègue du Saturday Night Live dit :

« Elle avait une trentaine de vies avant qu'elle ne se présente à Saturday Night Live , elle a eu un tas d'emplois fous, de folles coupes de cheveux et a vécu environ dans une douzaine de villes […] il y a toujours un moment où elle dira : « Eh bien, quand j'étais fleuriste » ou « quand j'ai vendu des pêches dans la rue » ou « quand je suis allée dans une école de massage » » [...] Kristen est un compagnon qui peut commencer une phrase à partir de n'importe laquelle qui ne suit pas les prémisses »

— Jason Sudeikis.

### Révélation duSaturday Night Live(2005-2012)

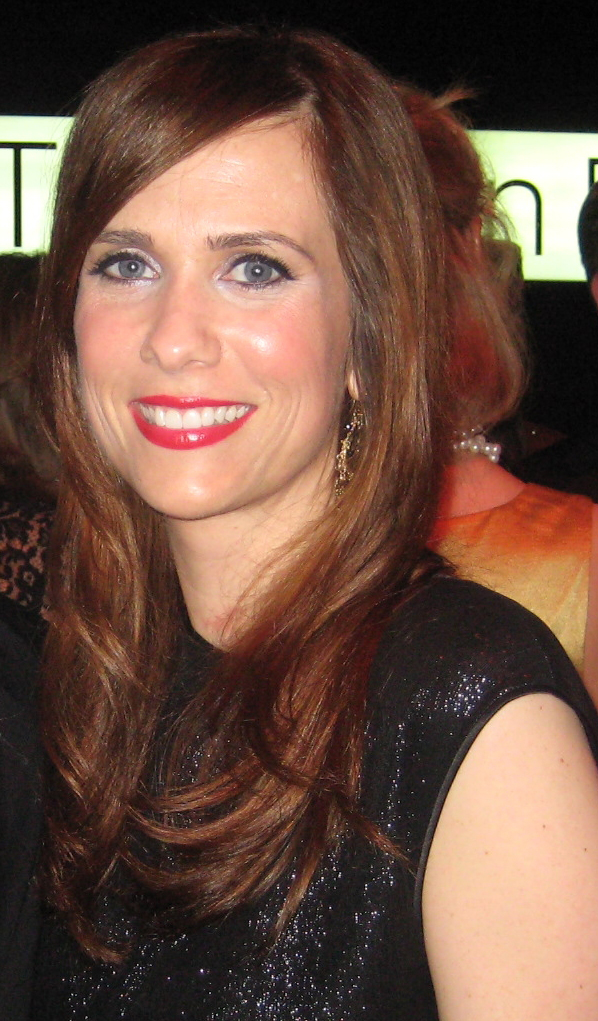
Kristen Wiig lors de l'évènement Time 100, en mai 2008.

Le producteur Lorne Michaels lui demande d'auditionner pour le Saturday Night Live, émission humoristique phare de la chaîne NBC. Le 12 novembre 2005, elle rejoint le casting de la 31e saison du programme. Bien que l'émission ait subi une coupe budgétaire, Wiig resta dans l'émission, devenant membre à part entière de la distribution de l'émission à partir de la 32e saison.
Son travail au Saturday Night Live ne passe pas inaperçu puisqu'elle est nommé à quatre reprises à l'Emmy Award de la meilleure actrice dans une série télévisée comique  quatre années consécutives (2009, 2010, 2011 et 2012).
Elle était la seule femme de la distribution régulière du Saturday Night Live après le départ d'Amy Poehler à la 34e saison, jusqu'à ce qu'Abby Elliott devienne membre régulière à la 36e saison. Kristen a également accompagné le producteur du show, Lorne Michaels lors des auditions des acteurs potentiels pour l'émission. En décembre 2008, elle fait partie du classement d'Entertainment Weekly's List des 15 meilleures Performances pour ses rôles différents sur Saturday Night Live  et, en avril 2009, l'actrice fait partie de la liste des 25 femmes les plus drôles à Hollywood, toujours pour Entertainment Weekly,.
Elle quitte l'émission peu après sa dernière apparition comme membre du casting le 19 mai 2012, dans l'épisode 22 de la 37e saison du show. Elle y retourne, cette fois, comme invitée le 11 mai 2013.

### Débuts au cinéma (2007-2010)
Au cinéma, c'est avec le producteur, réalisateur et scénariste Judd Apatow, avec qui elle entame une fructueuse collaboration, qui lui donne sa chance en lui confiant deux seconds rôles importants en 2007 : d'abord, elle est la patronne au comportement passif-agressif de Katherine Heigl dans En cloque, mode d'emploi, puis elle est la première épouse d'un chanteur de rock (interprété par John C. Reilly) dans Walk Hard: The Dewey Cox Story. Si les deux films rencontrent un bon accueil critique ,, ils obtiennent un accueil divers au box-office : En cloque, mode d'emploi rencontre un énorme succès commercial avec 219 millions de dollars de recettes mondiales, pour un budget de 30 millions, Walk Hard: The Dewey Cox Story, en revanche, est un échec public, avec 20 millions de  dollars de recettes dans le monde, pour un budget de 35 millions, et est resté inédit en salles dans quelques pays.

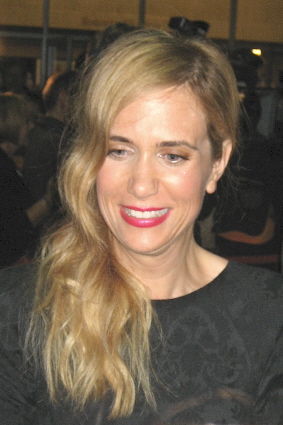
L'actrice au TIFF 2008, pour la première de Bliss.

La même année, elle est également à l'affiche de la comédie Les Frères Solomon, réalisé par Bob Odenkirk, qu'elle retrouve après Melvin Goes to Dinner, dans lequel elle incarne une jeune femme, qui accepte, moyennant finance, d'être la mère porteuse de l'un des frères. Elle partage la vedette avec Will Arnett, qui et également scénariste du long-métrage et compère de Wiig au Saturday Night Live, Chi McBride, Malin Akerman et Lee Majors. Le long-métrage est un échec critique et commercial, puisqu'il n’a engranger que 1 million de dollars de recettes mondiales, alors qu'il fut tourné pour un budget de 10 millions.
En 2008, elle incarne la partenaire du personnage-titre d'une franchise de donuts dans la comédie Meet Bill, aux côtés d'Aaron Eckhart, Jessica Alba et Elizabeth Banks et tient l'un des rôles principaux du film Pretty Bird, premier long-métrage réalisé par l'acteur Paul Schneider, racontant l'histoire vraie du développement et la disparition d'un jetpack. La critique n'adhère pas à ces deux films , et seul Meet Bill connaît l'honneur de sortir – de façon limitée – dans les salles, en engrangeant près de 347 000 dollars de recettes au box-office mondial. Elle fait une apparition comme dresseuse d’ours dans la comédie Semi-pro, avec Will Ferrell et comme une prof de yoga dans Sans Sarah, rien ne va !, produit par Judd Apatow. Toutefois, ses scènes dans Sans Sarah, rien ne va! furent coupées au montage de la version sortie en salles, mais apparaissent dans la version non censurée sortie en DVD. Elle participe au film La Ville Fantôme, aux côtés de Ricky Gervais, dans le rôle d'une chirurgienne. Le film est un échec commercial.
En 2009, alors qu'elle officie toujours au Saturday Night Live, Kristen Wiig est à l'affiche de quatre films : elle incarne la patronne d'un parc d'attraction dans Adventureland : Un job d'été à éviter, réalisé par Greg Mottola, où elle partage la vedette avec Jesse Eisenberg, Kristen Stewart, Ryan Reynolds et Bill Hader, ce dernier étant une connaissance de Wiig, puisqu'il travaille également au Saturday Night Live. Le film est bien accueilli par la critique, mais ne rencontre pas un succès au box-office, avec seulement 17 millions de dollars de recettes mondiales. Par la suite, elle devient l'épouse d'un patron d'une entreprise d'une usine d'extraction de saveur de plantes dans la comédie Extract, de Mike Judge, partageant l'affiche avec Jason Bateman, Mila Kunis et Ben Affleck. Dès sa sortie, Extract connaît un accueil critique et public similaire à Adventureland. Elle devient une joueuse de roller derby dans la première réalisation de Drew Barrymore, Bliss, aux côtés d'Elliot Page. Salué par la critique, Bliss connaît un succès commercial assez restreint.
Après une participation à un épisode de la série 30 Rock, de son ancienne complice du SNL, Tina Fey, qu'elle retrouve au cinéma pour Crazy Night, elle double un personnage du film d'animation L'Âge de glace 3 : Le Temps des dinosaures et reprend le personnage de Vicky St. Elmo dans MacGruber, adaptation cinématographique d'un sketch du SNL, sorti en 2010. La même année, elle tente une incursion dans le genre dramatique avec Love and Secrets (All Good Things), inspiré d'un fait divers tragique. Ses deux films ne remportent véritablement l'adhésion du public et de la critique,.
Elle double Lola Bunny dans la série animée The Looney Tunes Show pour la télévision et Ruffnut dans Dragons et Miss Hattie dans Moi, moche et méchant au cinéma, rencontrant un triomphe critique et commercial respectifs à leurs sorties en salles.

### Tête d'affiche comique (2011-2013)

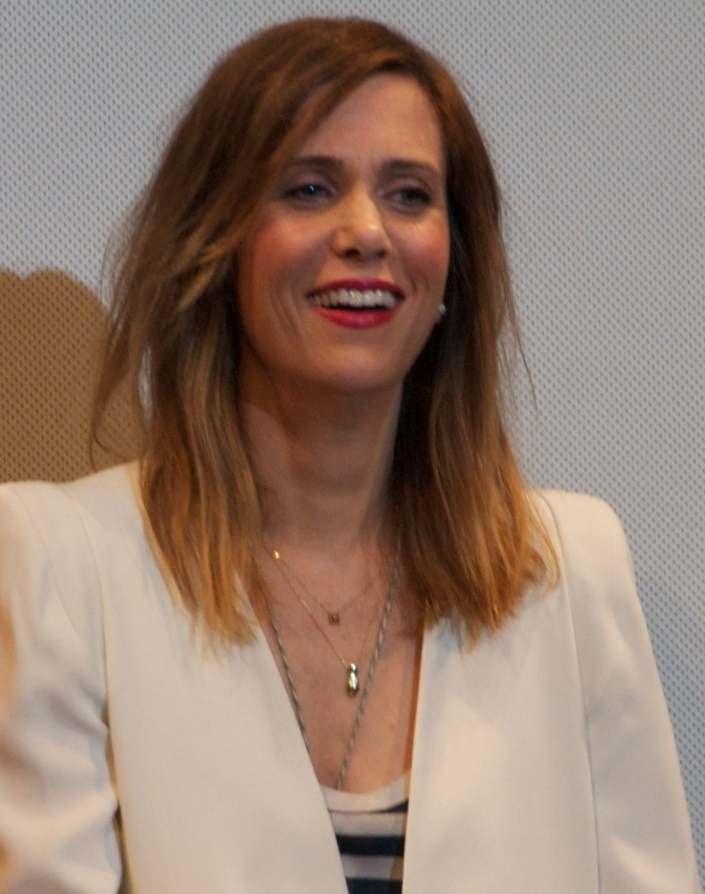
Kristen Wiig au South by Southwest en 2011, pour la présentation de Mes meilleures amies.

En 2011, Elle est a l'affiche du film Paul, de Greg Mottola, qu'elle retrouve après Adventureland. Dans cette comédie de science-fiction où elle a un rôle de premier plan, elle est Ruth Buggs, une des protagonistes de l'histoire qui prend part à la fuite d'un extraterrestre, désireux de rentrer chez lui. Si l'accueil critique est plus ou moins modéré,, Paul est un succès commercial, avec 100 millions de dollars de recettes mondiales pour un budget de 40 millions.
La même année elle rencontre enfin un triomphe personnel au cinéma avec Mes meilleures amies, produit par Judd Apatow et réalisé par Paul Feig, retrouvant ce dernier après Enfants non accompagnés. Le film est le fruit de la collaboration entre Wiig et son amie de longue date, Annie Mumolo, qui ont écrit le scénario à partir de 2006, mais dut attendre quatre années avant d'être tourné. Elle y tient également le rôle principal, celui d'Annie Walker, une jeune femme à la vie chaotique qui devient demoiselle d'honneur au mariage de sa meilleure amie, mais doit composer avec les personnalités des quatre autres témoins.
À sa sortie en salles, Mes meilleures amies est acclamé par la critique et sa prestation est également saluée,. À la surprise générale, le long-métrage rencontre un énorme succès public, le film totalise 289 millions de dollars de recettes au box-office mondial , pour un budget de 33 millions de dollars,. Avec Mes meilleures amies, Wiig obtient également la consécration de ses pairs en étant nommée au Golden Globe de la meilleure actrice dans une comédie ou film musical pour sa prestation, ainsi qu' à l'Oscar du meilleur scénario original. De plus, ce succès lui vaut de faire partie des 100 personnes les plus influentes du magazine Time.
Après ce triomphe, elle est, en 2012, à l'affiche du film Friends with Kids, écrit et réalisé par l'actrice Jennifer Westfeldt, qui tient également l'un des rôles principaux, où elle retrouve trois des acteurs de Mes Meilleures amies, Jon Hamm, Chris O'Dowd et Maya Rudolph. Le film rencontre un succès critique favorable, mais ne rencontre pas de véritable succès au box-office avec 12 millions de dollars de recettes mondiales.
En 2013, elle tient les rôles principaux de deux comédies dramatiques Imogene, et Revenge for Jolly!, écrit et réalisé par Brian Petsos.

### Diversification (depuis 2013)

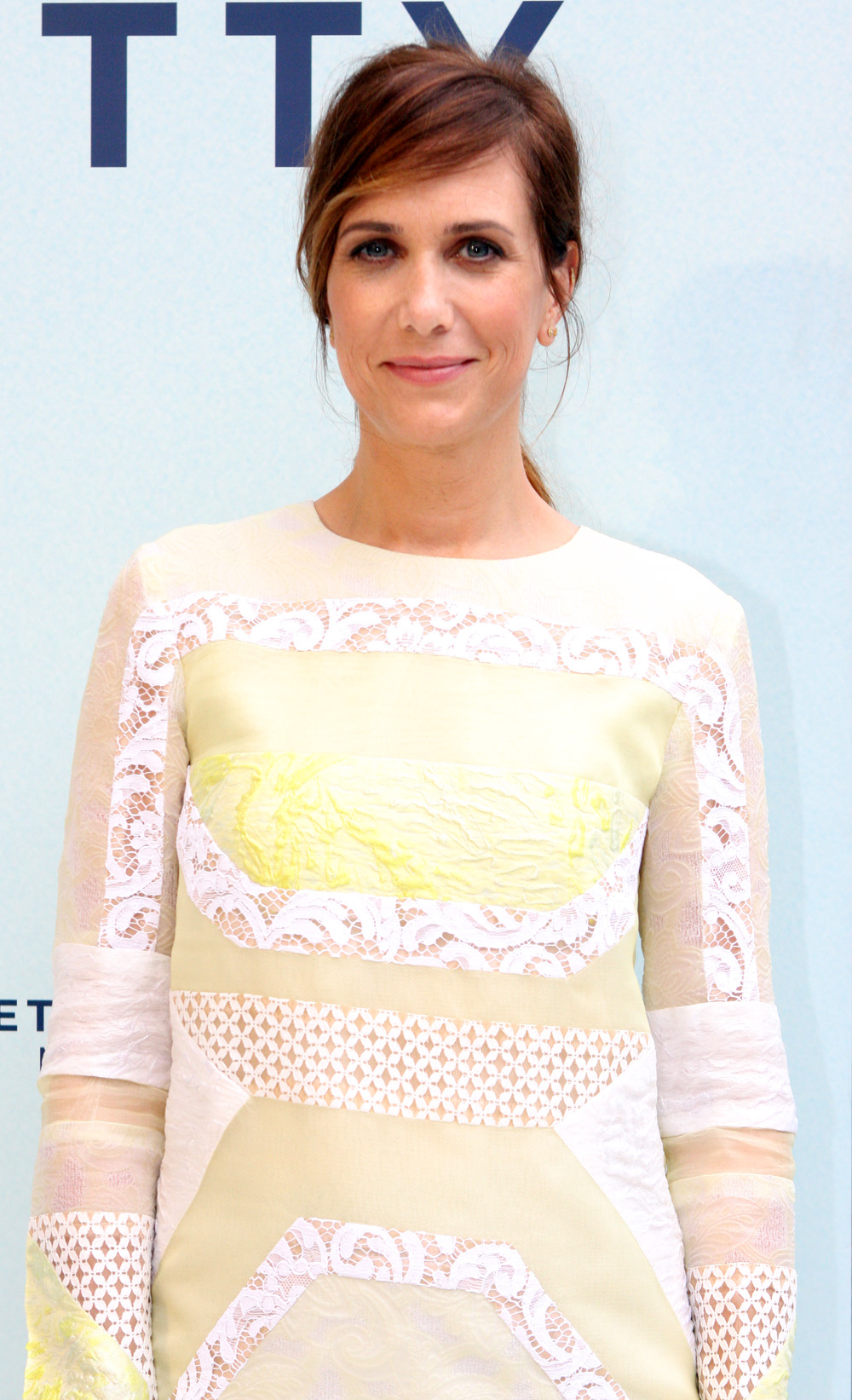
L'actrice à la première australienne de La Vie rêvée de Walter Mitty, en novembre 2013.

La même année, elle a le rôle féminin principal dans La Vie rêvée de Walter Mitty, tenant la vedette avec Ben Stiller. Elle devait tourner sous la direction de Sean Penn dans The Comedian, aux côtés de Robert De Niro, mais en raison d'un problème de financement, le film ne se fait pas,. Lorsque le projet est relancé, elle est remplacée par Jennifer Aniston. C'est finalement Leslie Mann qui récupère le rôle, le film sort en 2017.
Wiig confirme son statut d'actrice comique dans le film, Légendes vivantes, suite du film culte Présentateur vedette : La Légende de Ron Burgundy,, qui est sorti fin 2013. Elle est également l'une des guest stars de la quatrième saison de la série Arrested Development.
En 2015, elle s'impose dans un registre dramatique dans le blockbuster de science-fiction Seul sur Mars, réalisé par Ridley Scott, elle partage l'affiche avec Matt Damon et Jessica Chastain.
L'été 2016 elle retrouve le réalisateur Paul Feig ainsi que la révélation de Bridemaids Melissa McCarthy pour un reboot féminin de la franchise Ghostbusters. Dès l'annonce du projet en août 2014, en lieu et place d'une suite avec le casting d'origine , la production essuie un flot de critiques négatives. Ces critiques ne se calment pas, pire chaque communication sur les réseaux sociaux font systématiquement l'objet de réactions négatives.
Sur YouTube, la bande annonce du film a reçu un record de (pouce rouge), supérieur au nombre de "j'aime",.
Néanmoins, la critique professionnelle est plus clémente sur le film. Commercialement, le film s'en sort bien, cumulant 106,5 millions de dollars sur le sol US et 158 à l'international (pour un budget de 144 millions $ . Loin de l'échec commercial attendu finalement. Cependant, les projets de suite n'ont pas aboutis.
En 2018, elle est au casting de Bernadette a disparu, de Richard Linklater, et en 2020, elle prête ses traits à l'antagoniste Dr Barbara Ann Minerva / Cheetah dans le blockbuster Wonder Woman 1984, de Patty Jenkins.

## Personnages dansSaturday Night Live

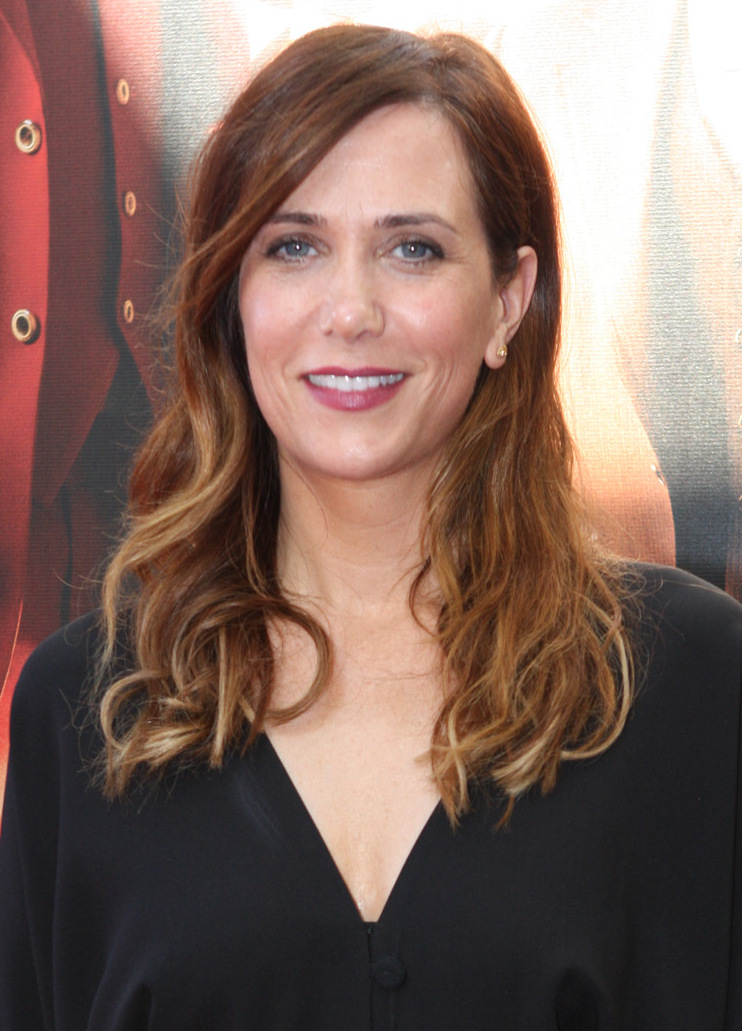
La comédienne en décembre 2013.

Elle devient célèbre grâce à sa galerie de personnages qu'elle interprète dans l'émission, comme :
- Penelope, névrosée ayant un besoin d'attention,
- Kat, membre du duo musical Garth and Kat (formé avec Fred Armisen, le duo de personnages apparaissent fréquemment dans le Weekend  Update),
- Dooneese, affligée d'un physique disgracieux, qui apparaît dans le Lawrence Welk show,
- Mindy Elise Grayson, apparaissant dans les sketches The Secret Word,
- Gilly, écolière très espiègle,
- Sue, qui ne peut pas contrôler son excitation sur les surprises,
- The Target Lady, commis d'une chaîne de magasins et collectionneuse kitsch,
- Shana, femme sexy dont les histoires et actions choquent les gens,
- Cheryl Bryant, journaliste,
- Judy Grimes, agent de voyage nerveuse,
- Jacqueline Seka, hôte de Cougar Den,
- The A-Hole, membre du couple BCBG égocentrique The Two A-Holes, (formé avec Jason Sudeikis), ignorant les gens qui les entourent,
- Aunt Linda, critique de cinéma exigeante, qui apparaît dans le Weekend Update.

Mais la jeune femme ne se contente pas des personnages créés dans l'émission, lui arrivant d'incarner des personnalités réelles telles que  :
- Suze Orman,
- Björk,
- Ann-Margret,
- Kathie Lee Gifford,
- Ann Romney,
- Elisabeth Hasselbeck,
- Christine O'Donnell,
- Madonna,
- Liza Minnelli,
- l'ancienne président de la Chambre des représentants des États-Unis Nancy Pelosi,
- la députée Michele Bachmann,
- Melissa Leo,
- Mary-Louise Parker,
- Martha Stewart,
- Taylor Swift,
- Lana Del Rey,
- Kyra Sedgwick,
- Gloria Swanson,
- Felicity Huffman,
- Kim Cattrall,
- Katharine Hepburn,
- Judy Garland,
- Jessica Simpson,
- Gwen Stefani,
- Jamie Lee Curtis,
- Jeanne Tripplehorn,
- Jenna Fischer,
- Jennifer Tilly,
- Drew Barrymore,
- Dolores O'Riordan, chanteuse des Cranberries.

## Filmographie

### Cinéma

#### Longs métrages
Comme actrice
- 2003 : Melvin Goes to Dinner de Bob Odenkirk : figuration
- 2004 : Life, Death and Mini-Golf de Randy Kent : Debbie
- 2006 : The Enigma with a Stigma de Rhett Smith : l'employée du Tux Shop
- 2006 : Enfants non accompagnés (Unaccompanied Minors) de Paul Feig : Carole Malone
- 2007 : En cloque, mode d'emploi (Knocked Up) de Judd Apatow : Jill
- 2007 : Les Frères Solomon (The Brothers Solomon) de Bob Odenkirk : Janine
- 2007 : Meet Bill de Bernie Goldmann et Melisa Wallack : Jane Whittman
- 2007 : Walk Hard - The Dewey Cox Story de Jake Kasdan : Edith
- 2008 : Pretty Bird de Paul Schneider : Mandy
- 2008 : Semi-pro (Semi-Pro) de Kent Alterman : la dresseuse de l'ours
- 2008 : Sans Sarah, rien ne va ! (Forgetting Sarah Marshall) de Nicholas Stoller : Prahna, le professeur de yoga[N 3]
- 2008 : La Ville Fantôme (Ghost Town) de David Koepp : la chirurgienne
- 2009 : Adventureland : Un job d'été à éviter (Adventureland) de Greg Mottola : Paulette
- 2009 : Extract de Mike Judge : Suzie
- 2009 : Bliss (Whip It) de Drew Barrymore : Maggie Mayhem
- 2010 : MacGruber de Jorma Taccone : Vicky St. Elmo
- 2010 : Crazy Night (Date Night) de Shawn Levy : Haley Sullivan
- 2010 : Love and Secrets (All Good Things) d'Andrew Jarecki : Lauren Fleck
- 2011 : Paul de Greg Mottola : Ruth Buggs
- 2011 : Mes meilleures amies (Bridesmaids) de Paul Feig : Annie Walker
- 2011 : Friends with Kids de Jennifer Westfeldt : Missy
- 2012 : Revenge for Jolly! de Chadd Harbold : Angela
- 2012 : Imogene (Girl Most Likely[N 4]) de Shari Springer Berman et Robert Pulcini : Imogene
- 2013 :  Hateship, Loveship, de Liza Johnson : Johanna Parry
- 2013 : La Vie rêvée de Walter Mitty (The Secret Life of Walter Mitty) de Ben Stiller : Cheryl Melhoff
- 2013 : Her de Spike Jonze : SexyKitten
- 2013 : Légendes vivantes (Anchorman 2: The Legend Continues)  d'Adam McKay : Chani
- 2014 : The Skeleton Twins de Craig Johnson : Maggie
- 2014 : Welcome to Me de Shira Piven (en) : Alice Klieg
- 2014 : The Heyday of the Insensitive Bastards  d'une réalisation collective [N 5] : Monica
- 2015 : Nasty Baby de Sebastián Silva : Polly
- 2015 : The Diary of a Teenage Girl de Marielle Heller : Charlotte
- 2015 : Seul sur Mars (The Martian) de Ridley Scott : Annie Montrose
- 2016 : Zoolander 2 de Ben Stiller : Alexanya Atoz
- 2016 : SOS Fantômes (Ghostbusters) de Paul Feig : Erin Gilbert
- 2016 : Les Cerveaux (Masterminds) de Jared Hess : Kelly Campbell
- 2017 : Mother! de Darren Aronofsky : l'éditrice
- 2017 : Downsizing d'Alexander Payne : Audrey Lustig Safranek
- 2019 : Bernadette a disparu (Where'd You Go, Bernadette) de Richard Linklater : Audrey
- 2020 : Wonder Woman 1984 de Patty Jenkins : Dr Barbara Ann Minerva / Cheetah
- 2021 : Barb and Star Go to Vista Del Mar de Josh Greenbaum : Star / Sharon Fisherman
- 2021 : Un garçon nommé Noël (A Boy Called Christmas) de Gil Kenan : tante Carlotta

#### Courts métrages
- 2010 : Sticky Minds de Brian Graynor : Loretta
- 2015 : Miss Famous de Shadae Lamar Smith : Monica

#### Films d'animation
- 2009 : L'Âge de glace 3 : Le Temps des dinosaures (Ice Age: Dawn of the Dinosaurs) de Carlos Saldanha : la maman castor rondelette (voix originale)
- 2010 : Dragons (How To Train Your Dragon) de Dean DeBlois et Chris Sanders : Kognedur[N 6] (voix originale)
- 2010 : Moi, moche et méchant (Despicable Me) de Pierre Coffin et Chris Renaud : Miss Hattie (voix originale)
- 2013 : Moi, moche et méchant 2 (Despicable Me 2) de Pierre Coffin et Chris Renaud : Lucy Wilde (voix originale)
- 2014 : Dragons 2 (How to Train Your Dragon 2) de Dean DeBlois : Kognedur[N 6] (voix originale)
- 2016 : Saucisse Party (Sausage Party) de Greg Tiernan et Conrad Vernon : Brenda (voix originale)
- 2017 : Moi, moche et méchant 3 (Despicable Me 3) de Kyle Balda et Pierre Coffin : Lucy Wilde (voix originale)
- 2019 : Dragons 3 : Le Monde caché (How to Train Your Dragon: The Hidden World) de Dean DeBlois : Kognedur[N 6] (voix originale)
- 2024 : Moi, moche et méchant 4 (Despicable Me 4) de Chris Renaud et Patrick Delage : Lucy Wilde (voix originale)

### Télévision

#### Téléfilms
- 2004 : June de Christopher Hutson : Funky Venice Friendette
- 2004 : My Life, Inc. de Terry Hughes : Sharon Flinder
- 2009 : SNL Presents: A Very Gilly Christmas de Beth McCarthy-Miller, Paul Miller et Dave Wilson (en) : Gilly[N 7]
- 2010 : Harold et la Légende du Pikpoketos (Dragons: Gift of the Night Fury) de John Puglisi : Ruffnut (téléfilm d'animation - voix originale)
- 2015 : Grossesse sous surveillance (A Deadly Adoption) de Rachel Goldenberg : Sarah Benson

#### Séries télévisées
- 2003 : The Joe Schmo Show : Patricia « Dr Pat » Lane, alias The Quack (7 épisodes[69],[N 8])
- 2004 : I'm with Her : Kristy (1 épisode)
- 2004 : Le Drew Carey Show (The Drew Carey Show) : Sandy (1 épisode)
- 2005-2019 : Saturday Night Live : personnages variés (135 épisodes)
- 2006 : Home Purchasing Club : Lisa Spencer (épisodes inconnus)
- 2007 : 30 Rock : Candace van der Shark (1 épisode)
- 2008-2009 : Saturday Night Live: Weekend Update Thursday : personnages variés (6 épisodes)
- 2008 : Global Warming de Mike Shapiro : Kristine[N 9]
- 2009 : Flight of the Conchords (The Flight of the Conchords) : Brahbrah (1 épisode)
- 2009-2010 : Bored to Death : Jennifer Gladwell (3 épisodes)
- 2010 : WWF Raw is WAR : Vicki St. Elmo (1 épisode)
- 2010 : Ugly Americans : Tristan (1 épisode)
- 2011 : Funny or Die Presents… : Loretta (1 épisode, segment Sticky Minds)
- 2012 : Portlandia : Gathy (1 épisode)
- 2013 : Arrested Development : Lucille Bluth, jeune (12 épisodes)
- 2013 : Drunk History : Patty Hearst (1 épisode)
- 2014 : The Spoils of Babylon : Cynthia Morehouse (6 épisodes)
- 2015 : The Spoils Before Dying (mini-série) : Delores O’Dell (6 épisodes)
- 2015 : Wet Hot American Summer: First Day of Camp : Courtney (3 épisodes)
- 2017 : The Last Man on Earth : Pamela Brinton (5 épisodes)
- 2017 : Wet Hot American Summer: Ten Years Later : Courtney (1 épisode)
- 2021 : MacGruber : Vicki St. Elmo (1 épisode)
- 2024 : Palm Royale : Maxime Simmons

#### Séries d'animation
- 2010 : The Cleveland Show : Mme Stapleton (voix originale, 1 épisode)
- 2010-2013 : Les Simpson : Mme Juniper (voix originale, 1 épisode) / Annie Crawford (voix originale, 1 épisode)
- 2011-2013 : The Looney Tunes Show : Lola Bunny (voix originale, 27 épisodes)
- 2017-2022 : Big Mouth : Le vagin de Jessi / Beatrice (voix originale, 5 épisodes)
- 2019-2021 : Bless the Harts : Jenny Hart / Denise / Maykay Bueller (voix originale, 34 épisodes)
- 2024 : Sausage Party: Foodtopia (mini-série) : Brenda (voix originale, 8 épisodes)

### Comme scénariste
- 2009 : SNL Presents: A Very Gilly Christmas (téléfilm)
- 2011 : Mes meilleures amies (Bridesmaids) de Paul Feig[N 10]

### Comme productrice
- 2011 : Funny or Die Presents… (série télévisée, 1 épisode)
- 2011 : Boobie de Brian Gaynor (court métrage)
- 2011 : Mes meilleures amies de Paul Feig
- 2012 : Imogene de Shari Springer Berman et Robert Pulcini
- 2014 : The Spoils of Babylon (série télévisée)

## Voix francophones
En France, Kristen Wiig est doublée par plusieurs comédiennes. Il y a Marie Diot et Marie-Laure Dougnac qui l'ont doublé respectivement à huit et six reprises, mais aussi Marie Giraudon à cinq reprises. De leurs côtés, Barbara Beretta et Émilie Rault lui ont prêté leurs voix à trois occasions.
Au Québec, Viviane Pacal est la voix québécoise régulière de l'actrice.

## Distinctions
Sauf mention contraire, la liste des distinctions est issue du site Internet Movie Database.

### Récompenses
- MTV Movie Award de la performance la plus dégoûtante[N 13] pour Mes meilleures amies (2012)[75]

### Nominations
- Gotham Award de la meilleure distribution d'ensemble pour Adventureland, job d'été à éviter (2009)[N 14]
- Emmy de la meilleure actrice dans un second rôle dans une série comique pour Saturday Night Live (2009, 2010, 2011 et 2012)
- PFCS Award de la meilleure distribution d'ensemble pour Mes meilleures amies (2011)[N 15]
- Teen Choice Award de la meilleure actrice dans une comédie pour Mes meilleures amies (2011)
- Teen Choice Award de la personnalité la plus agaçante de l'année au cinéma pour Mes meilleures amies (2011)
- WAFCA Award de la meilleure distribution d'ensemble pour Mes meilleures amies (2011) [N 15]
- WAFCA Award du meilleur scénario original pour Mes meilleures amies (2011) [N 16]
- SAG Award de la meilleure distribution d'ensemble pour Mes meilleures amies (2012) [N 15]
- WGA Award (Film) du meilleur scénario original pour Mes meilleures amies (2012) [N 16]
- Critics Choice Award de la meilleure distribution d'ensemble pour Mes meilleures amies (2012) [N 15]
- BAFTA du meilleur scénario original pour Mes meilleures amies (2012)[N 16]
- Golden Globe de la meilleure actrice dans une comédie ou film musical pour Mes meilleures amies (2012)
- Oscar du meilleur scénario original pour Mes meilleures amies (2012)[N 16]
- Emmy Award du meilleur doublage pour The Looney Tunes Show (2012)
- Emmy Award de la meilleure actrice dans une mini-série ou un téléfilm pour The Spoils of Babylon (2014)
- 2017 : 43e cérémonie des People's Choice Awards : Actrice comique préférée

## Sources
- (en) Cet article est partiellement ou en totalité issu de l’article de Wikipédia en anglais intitulé « Kristen Wiig » (voir la liste des auteurs).